# Srbská Wikipedie
Srbská Wikipedie je jazyková verze Wikipedie v srbštině. Byla založena 16. února 2003. V lednu 2022 obsahovala přes 653 000 článků a pracovalo pro ni 19 správců. Registrováno bylo přes 297 000 uživatelů, z nichž bylo přes 1 000 aktivních. V počtu článků byla 21. největší Wikipedií.
V roce 2019 bylo zobrazeno okolo 299,5 milionu dotazů. Denní průměr byl 820 479 a měsíční 24 956 242 dotazů. Nejvíce dotazů bylo zobrazeno v lednu (30 231 921), nejméně v červenci (21 063 414). Nejvíce dotazů za den přišlo ve čtvrtek 31. října (3 598 434), nejméně v úterý 31. prosince (597 537).